# Selim Chazbijewicz
Selim Chazbijewicz (ur. 17 listopada 1955 w Gdańsku) – polski politolog, pisarz, publicysta, nauczyciel akademicki, poeta wileńsko-hanzeatyckiej tradycji tatarskiej, dyplomata, działacz społeczności tatarskiej, doktor habilitowany nauk humanistycznych, profesor nadzwyczajny Uniwersytetu Warmińsko-Mazurskiego, w latach 2017–2023 ambasador RP w Kazachstanie i Kirgistanie.

## Życiorys
Wywodzi się ze szlacheckiej rodziny Tatarów polsko-litewskich. Ukończył I Liceum Ogólnokształcące im. Mikołaja Kopernika w Gdańsku, a w 1980 studia polonistyczne na Uniwersytecie Gdańskim. W drugiej połowie lat 80. otrzymał stypendium Ligi Świata Arabskiego w Arabii Saudyjskiej. W roku 1990 zasiadał w VIII Kongresie Filozofii i Myśli Muzułmańskiej zorganizowanym w Teheranie, a rok później jechał do Symferopolu na posiedzenie I Kongresu Odrodzenia Kultury Krymskotatarskiej.
W 1991 uzyskał stopień doktora nauk humanistycznych na Wydziale Nauk Społecznych Uniwersytetu im. Adama Mickiewicza w Poznaniu na podstawie rozprawy zatytułowanej Ideologie muzułmanów polskich XX wieku, której promotorem był Jacek Sobczak. Stopień doktora habilitowanego nauk humanistycznych w zakresie nauk o polityce uzyskał w 2002 również na UAM na podstawie pracy pt. Awdet czyli powrót. Walka polityczna Tatarów krymskich o zachowanie tożsamości narodowej i niepodległość państwa po II wojnie światowej.
Został profesorem nadzwyczajnym w Instytucie Nauk Politycznych Uniwersytetu Warmińsko-Mazurskiego w Olsztynie, był także wykładowcą Elbląskiej Uczelni Humanistyczno-Ekonomicznej. Powołany w skład Komitetu Nauk Orientalistycznych Polskiej Akademii Nauk.

### Działalność literacka i kulturalna
Jest autorem tomików poetyckich, w tym Hymnu do Sofii, który ukazał się w 2005. Jego wiersze znalazły się w antologii Tatarów polskich Oto moje dziedzictwo (2010). Opublikował liczne prace związane z kulturą i dziejami Tatarów polskich, litewskich oraz krymskich – m.in. publikację Tatarzy Krymscy. Walka o naród i wolną ojczyznę (2001).
Należy do Stowarzyszenia Pisarzy Polskich. W latach 1974–1976 związany był z grupą literacką Poetariat, której manifest programowy wyrażał protest przeciwko poetyce Nowej Fali. W drugiej połowie lat 70. był członkiem grupy literackiej Wspólność . W latach 1986–1991 był redaktorem naczelnym kwartalnika „Życie Muzułmańskie” – pisma polskich muzułmanów. W 1994 został redaktorem naczelnym „Rocznika Tatarów Polskich”. W 2009 objął funkcję przewodniczącego rady redakcyjnej kwartalnika „Przegląd Tatarski”, a w 2010 – przewodniczącego kolegium redakcyjnego czasopisma polskiej społeczności muzułmańskiej „Muzułmanie Rzeczypospolitej”.

### Działalność społeczna i polityczna
W 1999 roku Selim Chazbijewicz wespół z Mustafą Mucharskim wręczył w Drohiczynie Janowi Pawłowi II dar z wypisanym podziękowaniem: „Muzułmanie polscy dziękują kościołowi katolickiemu, który uosabia Jego Świątobliwość Jan Paweł II, za 600 lat tolerancji w stosunku do wyznawców islamu w kraju chrześcijańskim”.
Był współzałożycielem oraz w latach 1999–2007 prezesem rady centralnej Związku Tatarów Rzeczypospolitej Polskiej, a do 2003 imamem gminy muzułmańskiej w Gdańsku. W latach 1998–2008 pełnił funkcję współprzewodniczącego Rady Wspólnej Katolików i Muzułmanów.
W wyborach w 1997 bez powodzenia ubiegał się o mandat posła w województwie gdańskim z ramienia Ruchu Odbudowy Polski. W wyborach samorządowych w 1998 bezskutecznie ubiegał się o mandat radnego sejmiku pomorskiego z listy koalicji Przymierze Społeczne. Później wstąpił do Prawa i Sprawiedliwości. Bezskutecznie kandydował z ramienia tej partii w 2011 do Senatu, w 2015 do Sejmu, a w wyborach samorządowych w 2010 i 2014 do sejmiku warmińsko-mazurskiego.
Został członkiem Olsztyńskiego Społecznego Komitetu Poparcia Jarosława Kaczyńskiego w przedterminowych wyborach prezydenckich w 2010. W 2015 był założycielem i pierwszym przewodniczącym Akademickiego Klubu Obywatelskiego im. Prezydenta Lecha Kaczyńskiego w Olsztynie. W 2016 r. na Facebooku opublikował „Odę do Jarosława Kaczyńskiego”, będącą według niego wyrazem szacunku i podziwu dla prezesa Prawa i Sprawiedliwości, a zaczynającą się od słów:
     Niby zwycięski Chrobry wzmacniasz państwo nasze,
     Ty, który od nowa polską godność wskrzeszasz,
     Jak orzeł ponad skałą wzlatujesz i zawsze,
     To Ty masz rację, Ty na pomoc spieszysz. (...)
     W kierunku mocarstwa od morza do morza,
     By wszystkie narody od Bałkanów po Bałtyk
     A nawet ptaki co krążą w przestworzach,
     Wielbiły Polskę i wielbiły jej wodza.
Tę panegiryczną, pisaną bez ironii twórczość zauważyły duże media ogólnopolskie – „Odę...” przedrukowały m.in. „Gazeta Wyborcza”, „Newsweek Polska”, „Wprost”, „Fakt”. Autor twierdził, że nie jest on przejawem lizusostwa, gdyż utwór powstał rok wcześniej, przed zwycięskimi wyborami PiS.
W maju 2017 Selim Chazbijewicz otrzymał nominację na stanowisko ambasadora RP w Kazachstanie z jednoczesną akredytacją w Kirgistanie, odbierając nominację od Witolda Waszczykowskiego. Listy uwierzytelniające złożył na ręce prezydenta Kazachstanu Nursułtana Nazarbajewa 18 października 2017, zaś prezydenta Kirgistanu Ałmazbeka Atambajewa 27 października 2017. W brak korelacji pomiędzy napisaniem panegiryku a nominacją powątpiewali m.in. publicyści „Wirtualnej Polski”, „Gazety Wyborczej” i „Onetu”. Kadencję ambasadora zakończył 15 listopada 2023.
Odznaczony Brązowym Krzyżem Zasługi (2014), oraz Krzyżem Oficerskim Orderu Odrodzenia Polski (2025).

### Życie prywatne
W 1982 roku poślubił polonistkę Annę Boczkowską. Rok później przyszedł na świat ich syn Olgierd, który od 2014 pełni funkcję przewodniczącego Muzułmańskiej Gminy Wyznaniowej w Gdańsku.

## Publikacje
Prace naukowe
- Awdet czyli powrót. Walka polityczna Tatarów krymskich o zachowanie tożsamości narodowej i niepodległość państwa po II wojnie światowej, Olsztyn: Wydawnictwo Uniwersytetu Warmińsko-Mazurskiego 2000, ISBN 83-7299-097-2.
- Tatarzy krymscy: walka o naród i wolną ojczyznę, Poznań-Września: Likon 2001, ISBN 83-916144-1-7.
- Baśnie, podania i legendy polskich Tatarów, Białystok: Muzułmański Związek Religijny w Rzeczypospolitej Polskiej. Najwyższe Kolegium 2012.
- Tatarzy pod Grunwaldem (współautor ze Sławomirem Moćkunem), Grunwald-Stębark: Muzeum Bitwy pod Grunwaldem 2012[30].

Poezja
- Wejście w baśń, Olsztyn 1978.
- Czarodziejski róg chłopca, Gdańsk 1980, ISBN 83-215-9149-3.
- Sen od jabłek ciężki, Łódź 1981, ISBN 83-218-0156-0.
- Krym i Wilno, Gdańsk 1990.
- Mistyka tatarskich kresów, Białystok 1990.
- Poezja Wschodu i Zachodu, Warszawa 1992.
- Rubai’jjat albo czterowiersze, Gdańsk 1997, ISBN 83-907513-2-1.
- Hymn do Sofii, Olsztyn 2005, ISBN 83-919014-1-6.